# 1969 Miles Festiva De Juan Pins
1969 Miles Festiva De Juan Pins è un album live di Miles Davis registrato all'Antibes Jazz Festival in Francia il 25 luglio 1969 e pubblicato solo in Giappone dalla Sony CBS nel 1993.

## Tracce
1. Directions – 6:00
2. Miles Runs the Voodoo Down – 9:17
3. Milestones – 13:45
4. Footprints – 11:44
5. 'Round Midnight – 8:51
6. It's about That Time – 9:30
7. Sanctuary/The Theme – 4:53

## Formazione
- Miles Davis - tromba
- Wayne Shorter - sax soprano, sax tenore
- Chick Corea - Fender Rhodes piano elettrico
- Dave Holland - basso
- Jack DeJohnette - batteria